# パーシー (アルバム)
『パーシー』(Percy)は、1971年にリリースされたザ・キンクスのアルバム。1971年に公開されたイギリスのコメディ映画『パーシー』のサウンドトラックとして製作された。
本作はパイ・レコードでの最後のアルバム。本作を最後にキンクスはRCAに移籍する。パイ・レコードでの契約枚数を合わせるためにリリースされたともされる。

## 曲目
全曲レイ・デイヴィス作詞作曲。
1. ゴッズ・チルドレン - God's Children 3:17
2. ローラ［インストゥルメンタル］ - Lola [Instrumental] 4:42
3. ザ・ウェイ・ラヴ・ユースト・トゥ・ビー - The Way Love Used To Be 2:12
4. コンプリートリー - Completely 3:39
5. ランニング・ラウンド・タウン - Running Round Town 1:03
6. モーメンツ - Moments 2:56
7. アニマルズ・イン・ザ・ズー - Animal In The Zoo 2:19
8. ジャスト・フレンズ - Just Friends 2:35
9. ホイップ・レディ - Whip Lady 1:19
10. ドリームス - Dreams 3:43
11. ヘルガ - Helga 1:53
12. ウィレスデン・グリーン - Willesden Green 2:25
13. ゴッズ・チルドレン - エンド - God's Children - End 0:28

ボーナス・トラック
1. ドリームス - Dreams 1:39
2. モーメンツ - Moments 0:42
3. ザ・ウェイ・ラヴ・ユースト・トゥ・ビー - The Way Love Used To Be 0:55
4. ザ・ウェイ・ラヴ・ユースト・トゥ・ビー - The Way Love Used To Be 2:04
5. ザ・ウェイ・ラヴ・ユースト・トゥ・ビー - The Way Love Used To Be 1:04